# Ruth von Ostau
Ruth von Brandenstein, z domu von Ostau (ur. 3 marca 1899 w Ringelsdorf, zm. 31 października 1966 w Berlinie) – pisarka i poetka niemiecka.

## Życiorys
Ruth von Ostau urodziła się jako córka Heinricha i Anny von Ostau. Studia muzyczne przerwała z powodu trudnej sytuacji materialnej. W roku 1920 wyszła za Lothara von Brandensteina, właściciela ziemskiego z Röhrsdorf na Śląsku. Miała z nim czwórkę dzieci. Jedną z nich była Jolanthe von Brandenstein, niemiecka pisarka. W 1934 opublikowała swoje debiutanckie opowiadanie Fraustädter Totentanz. Po wojnie przebywała w różnych miejscowościach na terenie RFN. Napisała tam większość swoich utworów. Zmarła w 1966, pochowano ją w Biberach/Riß.

## Dzieła
- 1930 – Gesichte des Herzens
- 1934 – Fraustädter Totentanz
- 1938 – Morgen muss ich fort von hier
- 1939 – Sommer der Versuchung
- 1948 – Fräuleinsgang
- 1948 – Flüchtingsgedichte
- 1949 – In drei Tagen
- 1950 – Der große Umweg
- 1950 – Hengstreiter
- 1951 – Das Haus an der Wende
- 1953 – Brautschau im Herbst
- 1954 – Silberpage
- 1954 – Sola gratia
- 1955 – Herbst am Federsee

## Opracowania
- Dzięcielewski Eugeniusz, Wschowa i Ziemia Wschowska w literaturze, Wschowa 2006
- Wilecki Aleksander, Ruth von Ostau - zapomniana pisarka z Osowej Sieni, "elita", Wschowa 2000, nr 4, s. 27-29